# Will Brandenburg
Pour les articles homonymes, voir Brandenburg (homonymie).
Will Brandenburg, né le 1er janvier 1987 à Walla Walla, est un skieur alpin américain. 

## Carrière
Il entre en activité dans le cirque blanc à partir de l'hiver 2002-2003. Il commence sa carrière en Coupe du monde en décembre 2007 à Alta Badia. En 2010, il participe aux Jeux olympiques de Vancouver, et se classe dixième du super combiné après s'être placé au 27e rang après la descente et réalisé le deuxième temps de la manche de slalom. En mars 2012, il obtient son meilleur résultat en carrière et unique top 10 en Coupe du monde avec une sixième place au slalom de Kranjska Gora. En 2013, il remporte le titre national du super combiné.

## Palmarès

### Jeux olympiques d'hiver
| Épreuve / Édition | Vancouver 2010 |
| Super combiné     | 10e            |

### Coupe du monde
- Meilleur classement général : 93e en 2012.
- Meilleur résultat en course : 6e.

### Coupe Nord-Américaine
- 2e du classement général en 2009-2010.
- 10 victoires.

### Championnats des États-Unis
- Vainqueur en super combiné en 2013.